# Bombax brevicuspe
Bombax brevicuspe är en malvaväxtart som beskrevs av Thomas Archibald Sprague. Bombax brevicuspe ingår i släktet Bombax och familjen malvaväxter. Inga underarter finns listade i Catalogue of Life.